# Kalla nätter
Kalla nätter, skriven av Niklas Edberger, Johan Fransson, Tobias Lundgren och Tim Larsson, är en poplåt som Jessica Andersson framförde i den tredje deltävlingen i den svenska Melodifestivalen 2006. Den deltog i deltävling 3 i Karlskrona den 4 mars 2006, men slutade på femte plats och slogs därmed ut.

## Singeln
Singeln "Kalla nätter" släpptes den 6 mars 2006. Låten spelades ofta i radio, och blev en så kallad sommarhit i Sverige i mitten av året. Singeln kom in på många listor:
- Svenska Hitlistan topp 60: #6 (9 veckor på listan)
- Svenska Digilistan topp 60: #6 (9 veckor på listan)
- Labyrint topp 20: #2 (15 veckor på listan)
- Svensktoppen: #10 (1 vecka på listan) [1]

## Låtlista
1. Kalla nätter (originalversion) - 3:03
2. Kalla nätter (singbackversion) - 3:02

### Listplaceringar
| Lista (2006) | Topplacering |
| ------------ | ------------ |
| Sverige      | 6            |